# Sainte-Tulle
Sainte-Tulle é uma comuna francesa na região administrativa da Provença-Alpes-Costa Azul, no departamento dos Alpes da Alta Provença. Estende-se por uma área de 17,07 km². Em 2010 a comuna tinha 3 485 habitantes (densidade: 204,2 hab./km²).